# 别克林荫大道
别克林荫大道（Buick Park Avenue）是一款豪华四门轿车，是通用汽车公司别克品牌的一个车型，1990年推出，上海通用汽车有限公司于2007年引入。
通用公司在中国市场销售的第三代别克林荫大道，其原型车为霍顿的车型。林荫大道将于2012年底停产，别克将于2014年推出新的旗舰豪华车型。